# Castello di Vrchotovy Janovice
Il castello di Vrchotovy Janovice (in ceco Zámek Vrchotovy Janovice) si trova nel territorio del comune mercato di Vrchotovy Janovice, Distretto di Benešov nella Boemia Centrale della Repubblica Ceca. Si tratta di una residenza signorile rinascimentale che dalla fine degli anni cinquanta del XX secolo è divenuto una delle sedi museali legate al Museo nazionale di Praga. Il castello è inserito in un ampio complesso con un grande parco, ponti, parco, edifici di servizio, agricoli e ristorazione. Gli edifici rispettano vari stili, legati al periodo delle modifiche: gotico, rinascimentale, barocco e rococò.

## Storia

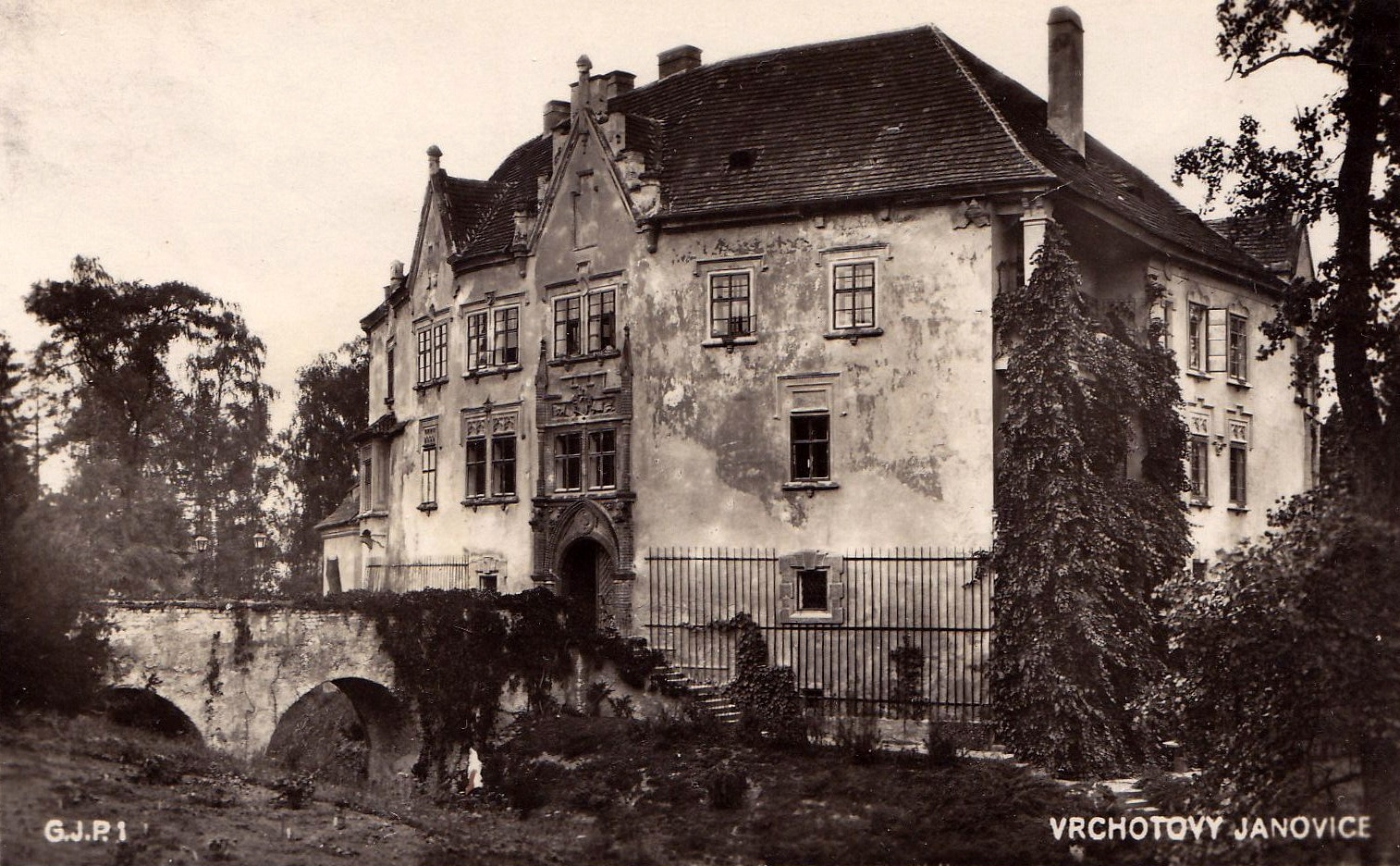
Il castello di Vrchotovy Janovice attorno al 1933

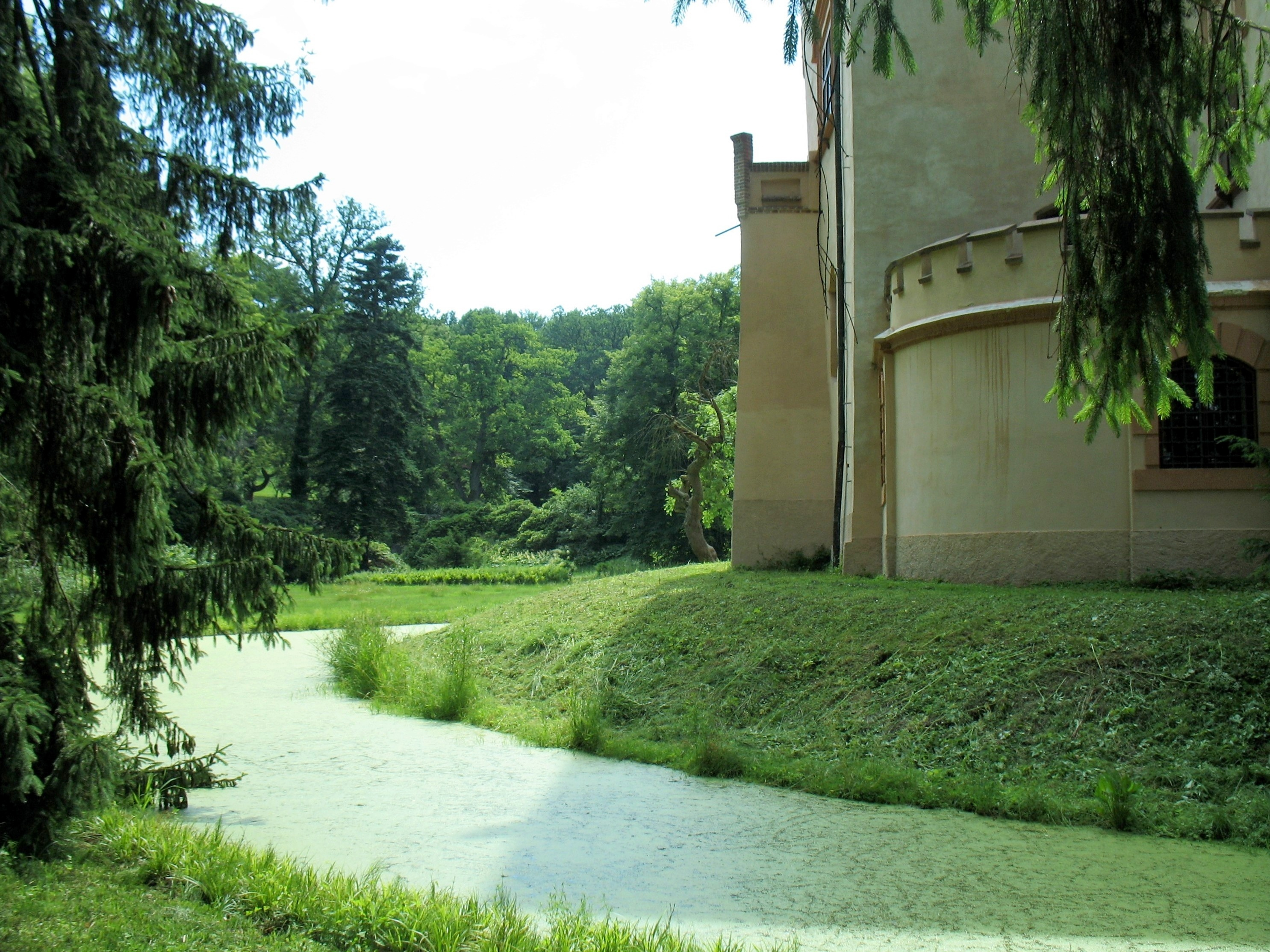
Parte del fossato attorno al castello

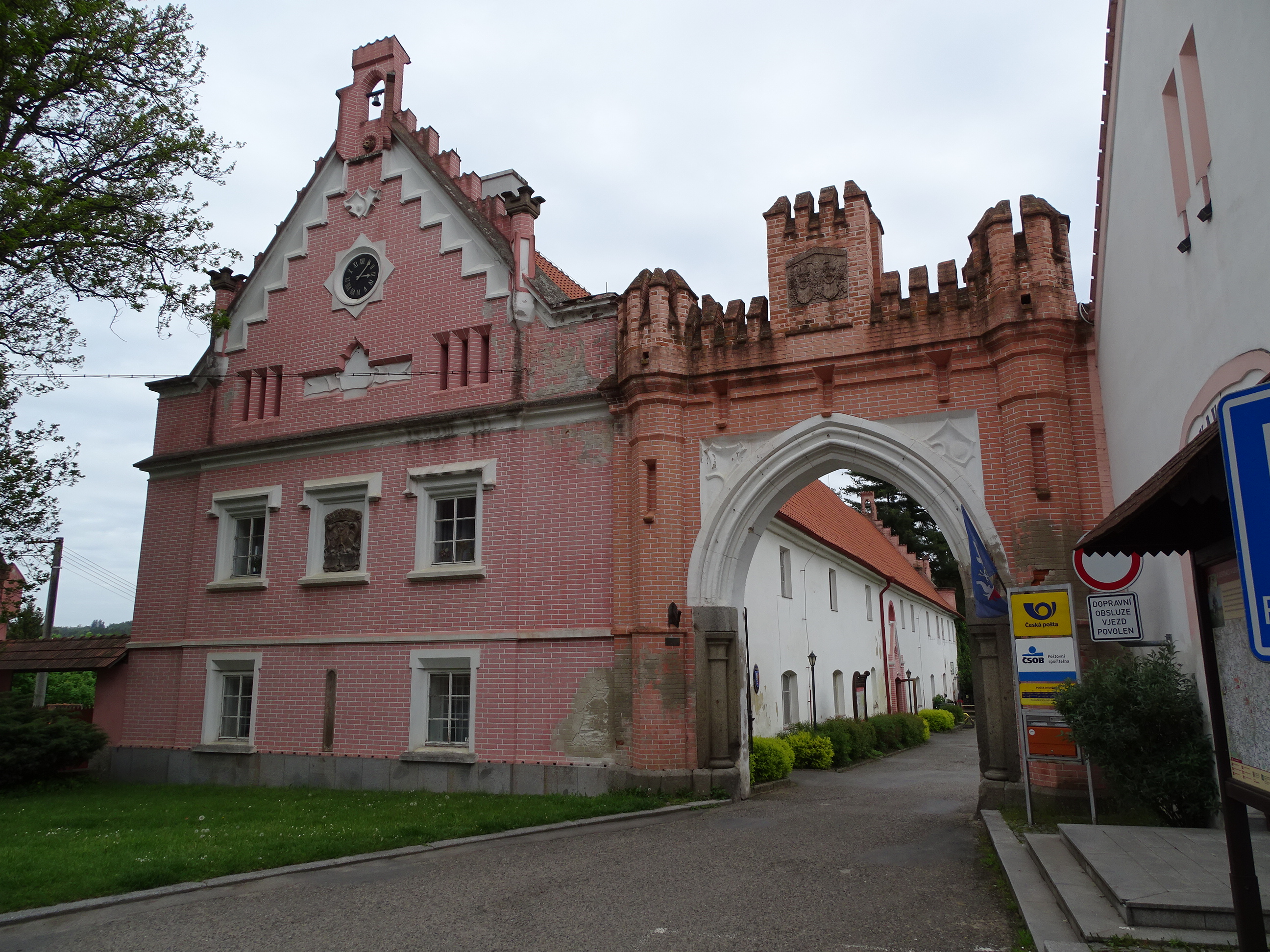
Portale di accesso dal piazzale anteriore

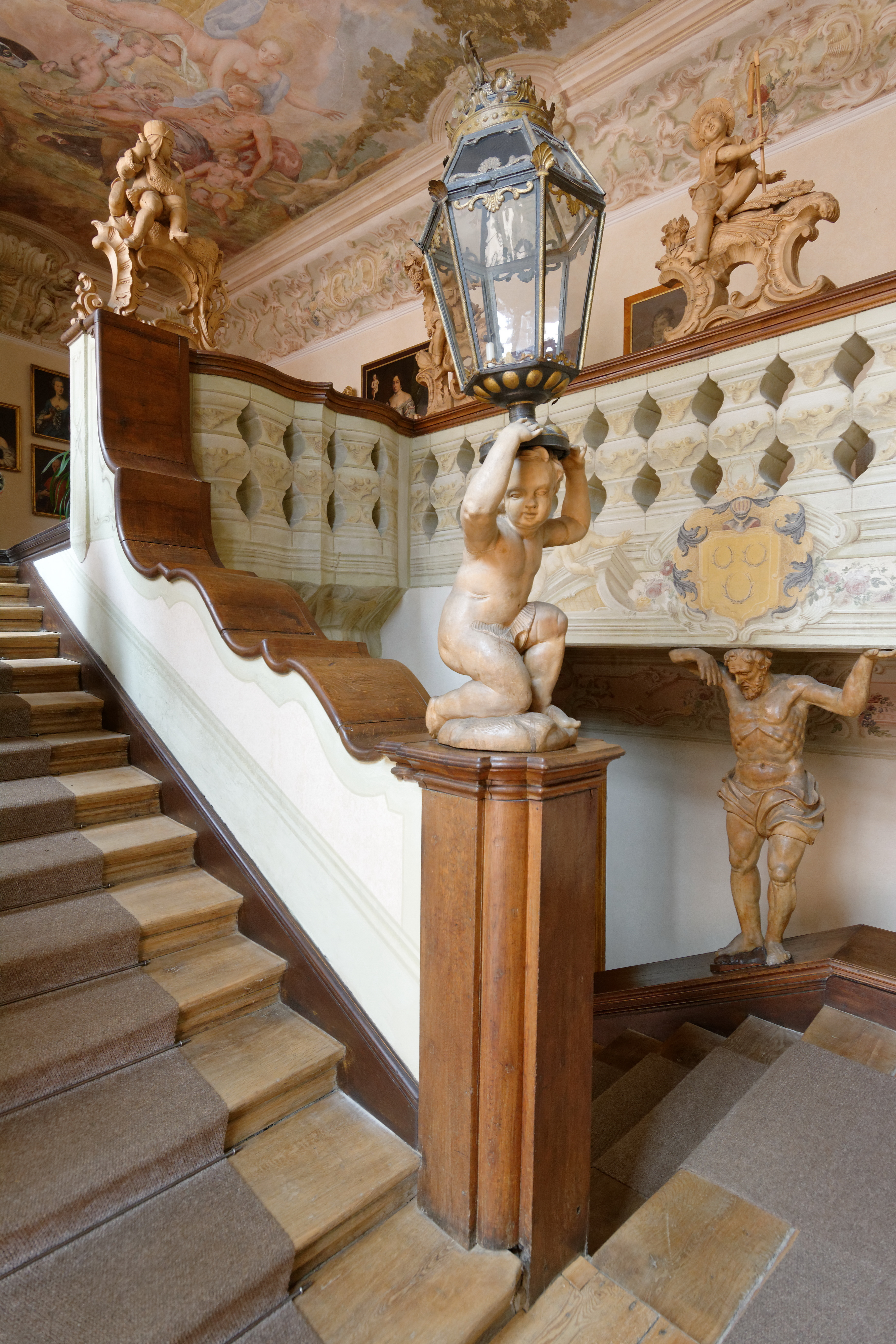
Interno. Scalone di rappresentanza

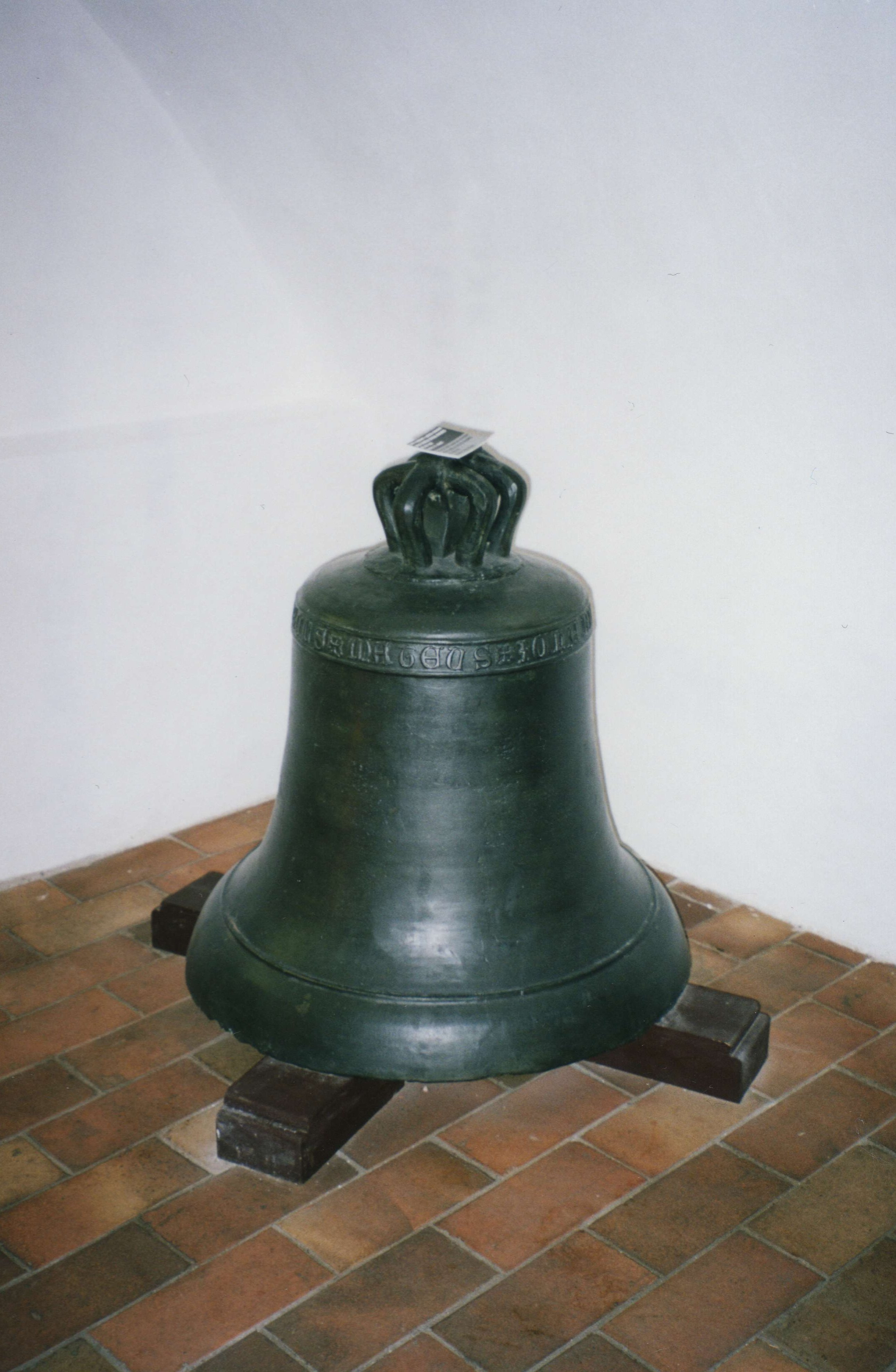
Campana conservata nella sezione museale dedicata alla fabbricazione ceca delle campane

In origine fu una vera fortezza con fossato edificata secondo il gusto gotico del tempo dai Signori di Janovice. Venne poi ricostruita ed ampliata in stile rinascimentale dai signori di Říčany tra il 1579 e il 1589. L'ala meridionale venne realizzata unendo la torre originariamente separata con l'edificio del palazzo. Nel 1594 nuovi proprietari divennero i membri della famiglia dei conti di Vrtba che apportarono ulteriori trasformazioni facendolo diventare un lussuoso palazzo di rappresentanza. Ulteriori modifiche avvennero nella seconda metà del XVII secolo e poi nel secondo quarto del XVIII secolo sotto František Arnošt Vrtba. Nel XVIII secolo il complesso venne arricchito col grande parco attorno. La proprietà passò poi ai Vratislav di Mitrovic che realizzarono l'ultimo grande ampliamento del complesso. Fu solo a metà del XIX secolo che la grande residenza acquistò l'aspetto che ci è pervenuto, con il recupero e la rivisitazione nelle forme neogotiche e anche il parco venne rivisto. Nel 1879 la proprietà infatti passò al cavaliere Karel Nádherný di Borutín che, su progetto dell'architetto Eduard Fiala, apporto varie migliorie al parco anche se il progetto iniziale venne poi notevolmente modificato dai due dei suoi tre figli, i gemelli Karel e Sidonie, all'inizio del XX secolo. Fu il dendrologo, botanico e architetto di giardini Camillo Karl Schneider ad influenzare in questo momento i due gemelli. Dopo la prima guerra mondiale furono ospiti del castello, in momenti diversi, pesonalità come Karl Kraus, Rainer Maria Rilke, Karel Čapek, Adolf Loos e Max Švabinský. Durante la seconda guerra mondiale il castello venne requisito ed utilizzato come quartier generale militare e caserma. In seguito divenne un sottocampo di concentramento nazista, legato al campo di concentramento di Flossenbürg. Nell'immediato dopoguerra si installarono nel complesso prima le forze occupanti dell'Armata Rossa sovietica e poi l'esercito cecoslovacco. All'inizio degli anni cinquanta del XX secolo venne espropriato, fu utilizzato come magazzino e poi come archivio, sino a cadere in stato di semiabbandono. Alla fine del decennio fu il Museo nazionale di Praga a prenderne possesso e a rivitalizzarlo, facendolo diventate sede museale.

## Descrizione
Il castello si trova nel territorio di Vrchotovy Janovice nella Boemia Centrale, Repubblica Ceca. Si tratta di un edificio monumentale a pianta triangolare con un fossato e con gli ingressi raggiungibili attraverso due ponti. A sud del castello si trova il grande piazzale mentre sul lato occidentale si trova un edificio a più piani, collegato ad ovest da una casa a più piani. Attorno al castello si trova un ampio parco naturale circondato da un muro con cancelli, con ruscelli e con uno stagno al centro. Il complesso comprende la casa del giardiniere, i resti di una serra e di una terrazza. Nel parco, a est della chiesa e accanto al muro di cinta, si trova il cimitero con le lapidi dei membri della famiglia Nádherný e dei loro animali domestici. Nelle sale castello sono allestite le mostre permanenti del Museo nazionale di Praga:
- La società in Boemia nel XIX secolo
- Rilke, Kraus e Vrchotovy Janovice
- La fabbricazione ceca delle campane

### Monumento culturale della Repubblica Ceca
La tutela dei monumenti della Repubblica Ceca considera il complesso del castello di Vrchotovy Janovice un monumento culturale tutelato col numero di catalogo 1000129472.